# Officier van Dienst
Een Officier van Dienst, afgekort OvD, is in Nederland een functie binnen de crisisbeheersing.
Hulpverleningsorganisaties die aan de reguliere incidentbestrijding deelnemen, denk aan politie, brandweer en GHOR, worden doorgaans ter plaatse aangestuurd door de hulpverlener met de hoogste rang. Een bevelvoerder van de brandweer geeft leiding aan de brandweerlieden, een operationeel coordinator geeft leiding aan de politieagenten enz. In een enkel geval komt direct een OvD ter plaatse, bijvoorbeeld bij de GHOR indien drie ambulances voor één incident worden ingezet. Een gezamenlijk overleg van deze hulpverleners met de hoogste rang wordt motorkapoverleg genoemd. Deze term is ontstaan doordat het gewoonweg gemakkelijk overleggen is rondom een motorkap (je kunt er bijvoorbeeld ook een plattegrond op kwijt).
Indien er behoefte is aan een gecoördineerde inzet conform de GRIP-structuur, dan schalen de hulpverleningsorganisaties op. Vanaf GRIP-fase 1 komt er een zogeheten Commando Plaats Incident (CoPI) ter plaatse. Het CoPI is een overleglocatie waarin de hulpverleningsorganisaties met elkaar kunnen afstemmen hoe men de operationele incidentbestrijding aanpakt. Dit CoPI kan een mobiele overleglocatie zijn (zoals een omgebouwde vrachtauto of een container; meestal geleverd door de brandweer), maar men kan er ook voor kiezen om ergens een pand in de buurt van een incident te betreden voor het overleg. Het gaat erom dat men in relatieve rust kan overleggen.
Indien opgeschaald is, wordt van iedere betrokken hulpverleningsorganisatie een Officier van Dienst (OvD) gealarmeerd. Deze OvD's voeren het gecoördineerde overleg in het CoPI. Zij zijn vanaf dat moment de hoogste leidinggevenden van de individuele diensten. De voorzitter van het CoPI wordt leider CoPI genoemd. Hij/zij zit het overleg voor. Een leider CoPI is tegenwoordig ontkleurd. Dit betekent dat deze van alle hulpverleningsorganisaties afkomstig kan zijn. Vroeger werd een leider CoPI alleen door de brandweer geleverd. Tegenwoordig kan deze functionaris ook door bijvoorbeeld de politie, GHOR, gemeente of divisie havenmeester worden geleverd. De leider CoPI geeft ook ontkleurd leiding. Dit betekent dat hij het overleg niet voorzit vanuit zijn eigen organisatie, maar alle belangen evenredig zal afwegen.
Alle betrokken hulpverleningsdiensten hebben een Officier van Dienst. Deze worden afgekort met de letter(s) die behoren bij de afzonderlijke diensten. Enkele voorbeelden: politie (OvD-P), brandweer (OvD-B of als OvD-BW), GHOR (OvD-G), gemeenten (OvD-Bz, Bz staat voor Bevolkingszorg), Crisiscommunicatie (OvD-C), Waterpartijen (OvD-W), Rijkswaterstaat (OvD-RWS), ProRail (OvD-Rail), Reddingsbrigade (OvD-RED)  enz.